# Wort und Geist
Wort und Geist (in der Wort-Bild-Marke als Wort+Geist mit einem Kreuz als Pluszeichen dargestellt, Kurzform W+G) ist eine neue Glaubensgemeinschaft. Ihre Wurzeln hat die Bewegung in Waldkirchen im Bayerischen Wald. Dort wurde das erste Glaubenszentrum 1999 von Helmut Bauer gegründet. Es zog später nach Röhrnbach um.
Die Gemeinschaft setzt sich aus 22 Gemeinden, vier Hausgemeinden und zwei Zentren zusammen.

## Name
Der Name Wort und Geist bezieht sich laut eigenen Angaben der Gemeinschaft auf Joh 1,1 , wo es heißt: „Im Anfang war das Wort und das Wort war bei Gott und das Wort war Gott“, sowie auf die Aussage Jesu Christi in Joh 4,24 : „Gott ist Geist und alle, die ihn anbeten, müssen im Geist und in der Wahrheit anbeten“. Die Bezeichnung der Gemeinschaft als Wort und Geist soll betonen und verdeutlichen, dass es in der Verkündigung der Gemeinschaft stets um Gott als Wort und Geist gehe.

## Organisation

### Stiftung und Gemeinden
Wort und Geist wurde 1999 in Waldkirchen im Bayerischen Wald gegründet. Heute gibt es rund 40 Wort-und-Geist-Einrichtungen. Die Versammlungsorte werden als Zentren, Gemeinden oder Hauskirchen bezeichnet. Vier Versammlungsorte befinden sich in Österreich, zwei in der Schweiz, die übrigen in ganz Deutschland mit Schwerpunkt in Bayern.  Sie ist von den großen Konfessionen unabhängig und sieht ihr Ziel in der Verkündigung des neuen Lebens in Christus.
Organisatorisch handelt es sich um eine rechtsfähige, öffentliche Stiftung des bürgerlichen Rechts, die gemeinnützig, aber nicht mildtätig ist. Das Zentrum von Wort und Geist sowie eine angeschlossene Bildungsstätte mit Sitz in Röhrnbach im Bayerischen Wald sind als gGmbH eingetragen. Des Weiteren gibt es einen als Aktiengesellschaft gegründeten Medienvertrieb.

### Veranstaltungen
Zu Veranstaltungen zählen regelmäßige Treffen wie Gottesdienste in den einzelnen Gemeinden sowie auch besondere Ereignisse wie die sogenannten „Erweckungskonferenzen“ (Treffen, auf denen Gläubige die Kraft des Heiligen Geistes erleben sollen). Volker Schoßwald, Beauftragter für esoterische und religiöse Gruppierungen beim evangelisch-lutherischen Dekanat in Nürnberg, hat die Gottesdienste als „sehr lebendig und offen“ beschrieben und bedauert, dass die großen Kirchen diese Menschen nicht halten könnten.

### Akademie
Die Wort und Geist Akademie ist ein Bildungszentrum, das sich selbst als bewusstseinsbildende Lebensschule bezeichnet. Sie nahm ihren Betrieb im Jahr 2001 auf. Die Lehre will dem Gläubigen seinen „neu geschaffenen Geist […] in Christus“ und „sein daraus resultierendes Leben in Neuheit und Souveränität“ aufzeigen. Außerdem fand viermal im Jahr eine sogenannte „Vier-Jahreszeiten-Akademie“ statt, zu der sich von 2003 bis 2019 regelmäßig rund 600 Menschen trafen. Diese Akademiewoche fand in Freyung nahe Röhrnbach statt. Die lokale Presse berichtete von der „Glaubensgemeinschaft als Wirtschaftsfaktor“ und verwies auf „die offene und fröhliche Art der Gäste“, die die Menschen vor Ort erlebten.

## Glaubenslehre der Gemeinschaft
Die Lehre der Bewegung, die das Leben als ein Leben der Liebe, der Freude und der Freiheit beschreibt, wird oft auch als Wohlstandsevangelium bezeichnet, das Gesundheit, Wohlstand und Leben in geordneten Verhältnissen als gottgewollt und für jeden Menschen erreichbar verspreche. Wort und Geist lehrt dies als Verheißung Gottes für all jene, die an ihn glauben. Mit Worten wie „Er [Gott] bringt seine Söhne hervor. […] Das Verkrustete muss aufgebrochen werden!“ und der Aufforderung, die „Last“ abzustreifen, darunter das Haus, den Beruf und sogar die Ehe, treffen die Gemeindeleiter der Glaubenszentren nach Beobachtung von Alexander Brock in den Veranstaltungen wie z. B. in Nürnberg den „Nerv der Zuhörer“ und es entstehe in den Versammlungen regelmäßig eine Atmosphäre von Begeisterung und emotionalen Ausbrüchen.
Die Lehre und Verkündigung der Glaubensgemeinschaft stützen sich vor allem auf die Schriften des Neuen Testaments und darin vor allem auf die johanneischen und paulinischen Werke. In der Überzeugung der Glaubensgemeinschaft hat das Neue Testament mit seiner Botschaft der Sündenvergebung (durch Gottes Gnade statt durch Bußhandlungen) das Alte Testament abgelöst. Die Schriften des Alten Testaments wurden in den „Glaubensgrundlagen und Zielen der Wort und Geist-Bewegung“ aus dem Jahre 2006 mit Berufung auf Paulus als „Vorschatten auf den Neuen Bund“ betrachtet. Es komme beim Gebrauch darauf an, sich nicht den mutmaßlichen Ansatz von „Gesetzlichkeit“ und „Druck“ zu eigen zu machen („Du musst, sonst …“), sondern aus der Perspektive des „Neuen Bundes“ heraus zu zitieren. Kritiker bezeichnen ihre Lehre daher oft als einseitig.

## Kritik
Seit der Gründung von Wort und Geist wird die Gemeinschaft regelmäßig von mehreren Sektenbeauftragten beobachtet. Die Glaubenslehre und die Art der Verkündigung  werden von vielen Vertretern anderer Konfessionen kritisch betrachtet und als sektenhaft bezeichnet. Die Evangelische Zentralstelle für Weltanschauungsfragen in Berlin setzte sich in mehreren Artikelveröffentlichungen (enthalten in: Materialdienst 5/2009 und 9/2010) mit den Lehren, der Struktur und der Entwicklung von Wort und Geist kritisch auseinander (siehe unter Literatur).
Verschiedene christliche Leiter aus dem deutschsprachigen Raum übten Kritik. In einer öffentlichen Schrift, herausgegeben 2006 vom Bund Freikirchlicher Pfingstgemeinden in Deutschland (BFP), kritisierte Pastor Bernhard Olpen eine „gefährliche Einseitigkeit und eine starke Vereinfachung der Probleme des Lebens“. Auch in einer Stellungnahme der Geistlichen Gemeindeerneuerung in der Evangelischen Kirche (GGE) wurde eindringlich vor Wort und Geist gewarnt.

### Kritik am Personenkult um Helmut Bauer
Wolfram Kopfermann, Leiter der Anskar-Kirche, kritisierte die Sonderlehren der Gemeinschaft und den Personenkult um Helmut Bauer. Der Journalist Alexander Brock sieht in der Bezeichnung Helmut Bauers als „Führer der Nation“ und als „Völkerapostel“ die Grenze der Religionsfreiheit „mehr als nur überschritten“. Diese Bezeichnung impliziere einen Vergleich mit dem biblischen Paulus, der von vielen Philosophen und Theologen als eigentlicher Gründer des Christentums betrachtet wird. Wort und Geist betonte, dass Helmut Bauer sich einen solchen Titel nicht selbst gegeben habe und auch nicht beabsichtigt habe, so genannt zu werden.

### Kritik an der Lehre
Es wird kritisiert, die Lehre von Wort und Geist reduziere die „ganze Heilige Schrift“ ausschließlich auf einige Punkte des Neuen Testaments. „Stark, unbesiegbar in den Umständen des Lebens, gesund und wohlhabend bis reich“ könne demnach der Gläubige sein – wie Kritiker anmerken. Den „neuen Schöpfungen“ könne es demnach stets bestens gehen. Persönliche Probleme und Schwächen könne man überwinden. Dies widerspricht anderen Aussagen und Vorbildern des Neuen Testaments, auf die die Kritiker eines Wohlstandsevangeliums verweisen.
In der Kritik steht außerdem die Heilungslehre der Glaubensbewegung. In Heilungsgottesdiensten würden Besucher belehrt, dass durch Gottes Kraft auch unheilbare Krankheiten wie Krebs geheilt werden könnten, was von medizinischen Fachkreisen als unrealistisch kritisiert wird. Kritik und negative Gedanken, Probleme oder Schwächen seien nach NDR-Recherche verpönt. Gemeindemitgliedern würden Wunder versprochen, auch für chronisch und unheilbar Kranke. Der Leiter von Wort und Geist betont die Möglichkeit für Heilung durch Gottes Fähigkeit. Er erklärte in einem Fernsehbericht im ZDF, er glaube an das, was die Bibel sage, mit dem Hinweis: „Jesus Christus heilt Kranke.“ In diesem Bericht hieß es, Wort und Geist wolle „Himmelsjünger“ schaffen oder gar „eine neue Rasse“. Das ZDF sprach in diesem Filmbeitrag unter anderem mit Aussteigern und Eltern von ehemaligen Wort-und-Geist-Besuchern, die berichteten, wie Menschen von dieser „christlich-fundamentalistischen Gruppe“ abhängig gemacht würden. Heilungen seien ausgeblieben, den Gläubigen sei aber das Geld aus der Tasche gezogen worden, es sei wie eine Droge. Eine Aussteigerin berichtete, sie habe nötige Schilddrüsenmedikamente abgesetzt, was gesundheitliche Probleme nach sich zog: „Denn die Lehre war ja auch immer: ‚Du bist geheilt‘. Und wenn du irgendwelche gesundheitlichen Probleme hattest, dann war dir persönlich klar: Du hattest zu wenig Glauben.“
Seit einigen Jahren wird in der Gemeinschaft die Lehre von der göttlichen Liebe (einem sogenannten „Liebesstrom“) vertreten. Dabei soll es sich um eine göttliche Kraft handeln, die eine Form der göttlichen Liebe in der Gemeinschaft „strömen“ lasse, die auch eheliche Grenzen überschreiten könne. So kam es in den vergangenen Jahren zu einer Art Partnertausch innerhalb der Gemeinde bis in den Leitungskreis. Da diese Lehre im Hinblick auf das Eheleben zahlreiche Kritik auslöste, nahm Wort und Geist dazu Stellung und erklärte im Jahr 2009: „Wort und Geist glaubt, dass der Einzug der echten Liebe Gottes auch in einer Ehe alles Unechte, alles Trennende und Zerstörende aufdecken kann, sodass sich das Echte und Gesunde durchsetzt. Die Ehe an sich als eine in der Kirche oder auf dem Standesamt geschlossene Lebensgemeinschaft wird von Wort und Geist selbstverständlich in ihrer Gültigkeit anerkannt. Wort und Geist begrüßt also jede gut funktionierende Ehe.“ Das Thema wird in Foren und bei verschiedenen Konfessionen kontrovers diskutiert.

### Finanzierung
Häufig wurde die unübersichtliche Finanzierung der Organisationen, bestehend aus Stiftungen, gGmbH und AG, kritisiert. Nach eigenen Angaben finanziert sich die Stiftung lediglich über Spenden. Thomas Rigl, Sekten- und Weltanschauungsbeauftragter im Bistum Regensburg, verwies auf die Aussage von Aussteigern, wonach die Bargeldspenden etwa  acht- bis zehntausend Euro pro Gottesdienst ausmachten. Viele gäben 10 Prozent ihres Bruttoeinkommens. Nach Recherche des NDR kämen allein durch die Bibelschule bei geschätzten 3000 Teilnehmern jährlich 3,6 Millionen Euro Einnahmen zustande, dazu kommen noch Spendeneinnahmen aus Großveranstaltungen und Heilungsgottesdiensten. Der NDR sprach in einem Rundfunkbeitrag von einem Gewinn von mindestens einer halben Million Euro im Jahr 2006, wie aus den Geschäftsberichten hervorgehe. Über die genaue Verwendung der Ausgaben erhalte man jedoch keine genauen Angaben. Wort und Geist betonte daraufhin, die Gelder würden „allein für die in der Stiftungssatzung ausgewiesenen Zwecke (gemeinnützig aber nicht mildtätig) verwendet“. Die Organisation verwies auf die Prüfung durch einen Steuerberater, einen unabhängigen Wirtschaftsprüfer und die Regierung Niederbayerns sowie auf die Verwendung der Mittel und Spenden für die in der Satzung aufgeführten Ziele.

### Vorwürfe von Psychomanipulation
Zu Vorwürfen von Psychomanipulation und okkulten Techniken, die auch aus der Esoterik bekannt seien, betonte Wort und Geist: „Wir haben keine Mitgliedschaft und keine Struktur geschaffen, die versucht, Menschen an die Organisation zu binden. Es gibt keine Gebetstreffen, Gesprächsgruppen, Seelsorge- oder Mentoring-Beziehungen und somit keine Rechenschaftspflicht, die die Persönlichkeitsentwicklung des Einzelnen beeinflussen und ihn letztlich manipulieren könnte.“ Axel Seegers, Sektenbeauftragter des Erzbischöflichen Ordinariats München sieht eine menschenverachtende Instrumentalisierung. Die großen Kirchen warnen vor den „Praktiken der fundamentalistischen Eiferer“.